# De Land
De Land – wieś w Stanach Zjednoczonych, w stanie Illinois, w hrabstwie Piatt.